# 秋菜楓
秋菜 楓（あきな かえで、1986年11月10日 - ）は、日本のAV女優。
東京都出身。TPJ所属。
身長157cm、スリーサイズ:B85（Eカップ-65） W59 H88。

## 人物
- 血液型:A型
- 趣味:ウィンドーショッピング
- 特技:バレーボール

## 略歴
- 2005年にグラビアアイドルとしてデビュー。
- 2005年12月に『ラブレター』でセクシア専属女優としてAVデビュー。
- 2006年10月に『極 本番』でGLAY'zよりセルデビュー。

## 作品

### アダルトビデオ
2005年
- ラブレター（12月23日、セクシア）

2006年
- ラブセッション（1月27日、セクシア）
- ラブバケーション（2月24日、セクシア）
- あなたに逢いたい（3月31日、セクシア）
- 女教師の秘蜜（4月27日、セクシア）
- すべすべソープにゅるぬるテクニック（5月26日、セクシア）
- リモバイつけて遊びましょっ!?（6月28日、セクシア）
- 酷夢（7月27日、セクシア）
- 背徳家族　ナマ中出し人形（9月29日、笠倉出版社）
- 極 本番 秋菜楓（10月6日、GLAY'z）
- エロGAL　Coming　Out（10月20日、笠倉出版社）
- 裸のナース 秋菜楓（11月2日、GLAY'z）
- 潮吹き講座 秋菜楓（12月8日、GLAY'z）

2007年
- SEX全裸 Vacation（1月5日、GLAY'z）
- 手コキ本番 秋菜楓（2月2日、GLAY'z）
- 生中出し 秋菜楓（3月16日、GLAY'z）
- PREMIUM TICKET 15 秋菜楓（5月13日、NEO ATLAS）
- GIRLS MOVIN FUCK（6月1日、アイデアポケット）
- DIGITAL CHANNEL DC39（7月1日、アイデアポケット）
- Creampie（8月1日、アイデアポケット）
- FELLATIO FESTIVAL 6（8月1日、アイデアポケット）

2009年
- 巨乳JK生中出し（4月1日、チーム川崎）

### イメージビデオ
- Try H/秋菜楓（2005年10月31日、ベガファクトリー）

### ヌードイメージビデオ
- 裸体（2006年1月25日、シャッフル）